# パーヴェル・ルンギン
パーヴェル・ルンギン（Pavel Lungin, ロシア語:Павел Семёнович Лунгин, 1949年7月12日 - ）はソ連・モスクワ出身の映画監督。

## 人物
父親のシモン・ルンギンは脚本家。1990年の『タクシー・ブルース』でカンヌ国際映画祭 監督賞を受賞。

## 主な監督作品
- タクシー・ブルース Taksi-Blyuz (1990)
- ルナ・パーク Luna Park (1992)
- ラヴィアン・ローズ Ligne de vie (1996)
- ラフマニノフ ある愛の調べ Lilacs (2007)